# Бан Гу
Бан Гу (на китайски: 班固) е китайски историк от 1 век.
Той наследява от баща си Бан Бяо службата по записване на историята на късната династия Хан, книга известна днес като Ханшу (漢書, или Книга на Хан). Негов брат е военачалникът Бан Чао.
Заради политически връзки с рода на вдовстващата императрица Доу Бан Гу е изпратен в затвора, където умира. Книгата му е довършена от неговата сестра Бан Джао и се превръща в модел за следващите династически хроники.